# Maizicourt
Maizicourt é uma comuna francesa na região administrativa de Altos da França, no departamento de Somme. Estende-se por uma área de 5,8 km². Em 2010 a comuna tinha 191 habitantes (densidade: 32,9 hab./km²).